# これが私の肉体
『これが私の肉体』（これがわたしのにくたい、原題：Ceci est mon corps）は、2001年8月29日にフランスより公開された成人向けドラマ映画。恋人、進路、家族、謎が多く気になる女性映画監督、いろいろな問題にゆれる青年の物語。
日本では劇場未公開。2010年12月24日にオンリー・ハーツより日本語字幕を挿入するDVD（OHD-0200）が発売されている。

## キャスト
| 役名               | 俳優                         |
| ------------------ | ---------------------------- |
| アントワーヌ       | ルイ・ガレル                 |
| ルイーズ・ヴェルネ | ジェーン・バーキン           |
| クリスチャーヌ     | エリザベット・ドパルデュー   |
| クララ             | メラニー・ロラン             |
| ガブリエル         | ディディエ・フラマン         |
| お婆ちゃん         | アニー・ジラルド             |
| ダンサー           | ルノー・シャブリエ           |
| フレデリック       | セドリック・デルソー         |
| ロラン             | フランソワ・シェ             |
| ジョエル           | ディディエ・ブザス           |
| 制作秘書           | ヴィルジニー・ヴィスコンティ |
| 衣装方             | コラリー・セイリグ           |

## スタッフ
- 監督：ロドルフ・マルコーニ
- 脚本：ロドルフ・マルコーニ、ジル・トラン
- 撮影：カルロ・ヴァリーニ
- 美術：イヴ・フルニエ
- 編集：イザベル・ドゥヴァンク
- 音楽：ニコ・ビキアロ